# Kuurne-Bruxelles-Kuurne 1983
La Kuurne-Bruxelles-Kuurne 1983, trentanovesima edizione della corsa, si svolse il 6 marzo su un percorso di 203 km, con partenza e arrivo a Kuurne. Fu vinta dall'olandese Jan Raas della squadra TI-Raleigh-Campagnolo davanti all'irlandese Sean Kelly e al belga Eddy Planckaert.

## Ordine d'arrivo (Top 10)
| Pos. | Corridore         | Squadra                | Tempo    |
| ---- | ----------------- | ---------------------- | -------- |
| 1    | Jan Raas          | TI-Raleigh-Campagnolo  | 5h25'00" |
| 2    | Sean Kelly        | Sem-France Loire-Mavic | a 3"     |
| 3    | Eddy Planckaert   | Splendor-Euro Shop     | s.t.     |
| 4    | Étienne De Wilde  | La Redoute-Motobecane  | s.t.     |
| 5    | Eric Vanderaerden | Aernoudt-Rossin        | s.t.     |
| 6    | Luc De Decker     | Safir-Van De Ven       | s.t.     |
| 7    | Cees Priem        | TI-Raleigh-Campagnolo  | s.t.     |
| 8    | Leo van Vliet     | TI-Raleigh-Campagnolo  | s.t.     |
| 9    | Francis Castaing  | Peugeot-Shell-Michelin | s.t.     |
| 10   | Eric McKenzie     | Splendor-Euro Shop     | s.t.     |